# Bagnolet
Bagnolet is een gemeente in het Franse departement Seine-Saint-Denis (regio Île-de-France). De gemeente telde 41.776 inwoners op 1 januari 2022. De plaats maakt deel uit van het arrondissement Bobigny en ligt net buiten de Boulevard périphérique van Parijs.

## Geografie
De oppervlakte van Bagnolet bedroeg op 1 januari 2022 2,57 vierkante kilometer; de bevolkingsdichtheid was toen 16.255,3 inwoners per km².
De onderstaande kaart toont de ligging van Bagnolet met de belangrijkste infrastructuur en aangrenzende gemeenten.

## Verkeer en vervoer
De A3-E15 doorkruist de gemeente. Ter hoogte van de Porte de Bagnolet bevindt zich het busstation Gare routière internationale de Paris Gallieni.
In de gemeente ligt station Gallieni van de metro van Parijs.

## Bijzonderheden
Aan de rand van de ringweg van Parijs staan de Tours Mercuriales, twee wolkenkrabbers van 122m hoog.
De kerk van Bagnolet herbergt een Mariabeeld dat vereerd werd in een voormalig oratorium in het toenmalige dorp Ménilmontant net buiten Parijs. Tijdens de Franse Revolutie werd het oratorium vernield maar het beeld werd gered en overgebracht naar de kerk van Bagnolet.

## Demografie
Onderstaande figuur toont het verloop van het inwonertal (bron: INSEE-tellingen).

## Bekende inwoners van Bagnolet

### Geboren
- Sylvain Distin (1977), voetballer

### Overleden
- Henri Verneuil (1920-2002), Frans-Armeens filmmaker en scenarioschrijver

## Afbeeldingen

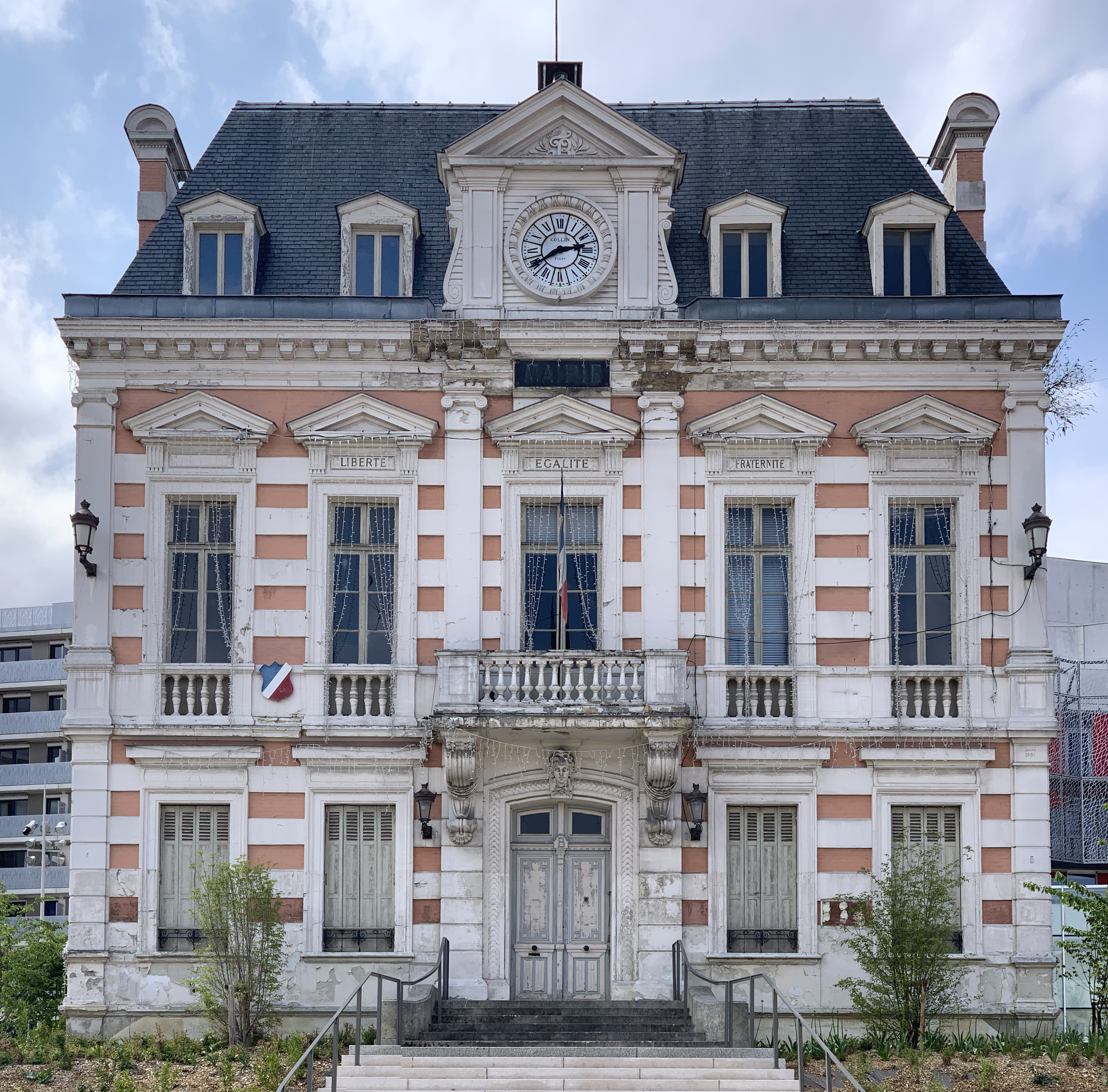
Het oude gemeentehuis
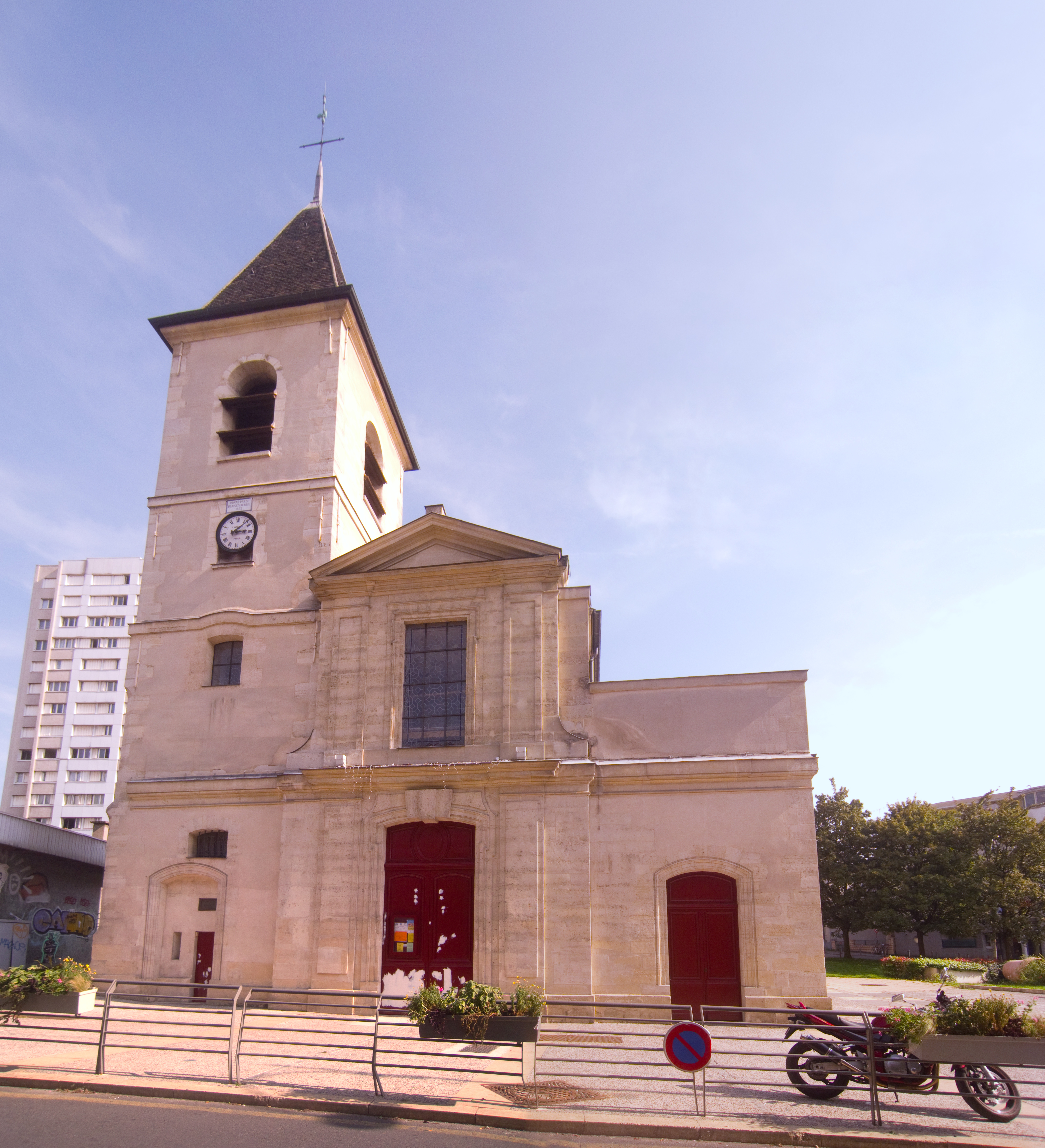
Saint-Leu-Saint-Gilleskerk